# Beijing BJ90

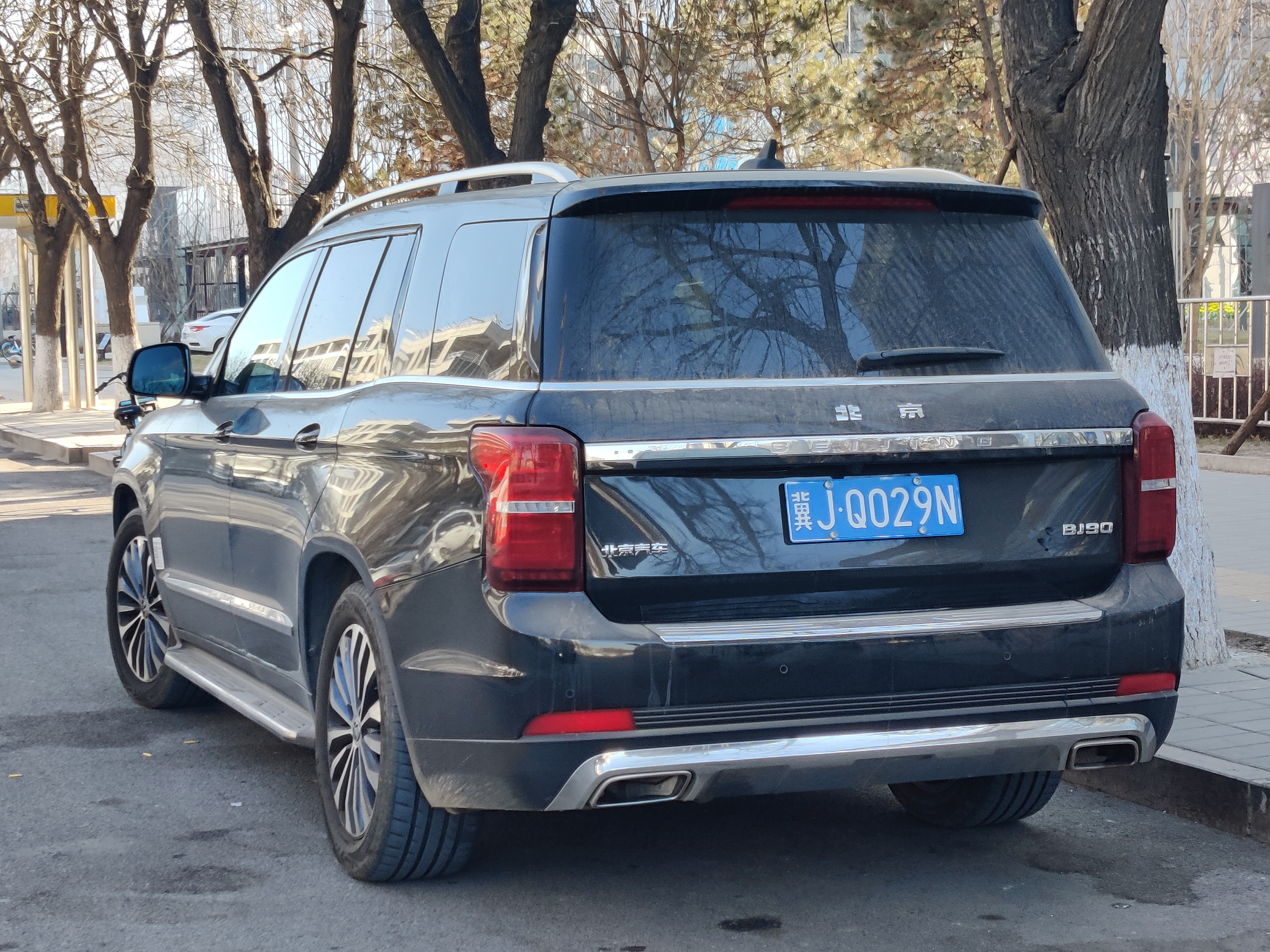
Heckansicht

Der Beijing BJ90 ist ein Sport Utility Vehicle der chinesischen Marke Beijing.

## Prototyp
Die Entwicklung reicht bis 2010 zurück, als der Prototyp B90 auf der Beijing Auto Show präsentiert wurde. Er ähnelte dem Range Rover. Das Fahrzeug war bei 295 cm Radstand 522 cm lang, 201 cm breit und 200 cm hoch. Angeblich hatte das Fahrzeug einen V8-Motor mit 5,7 Liter Hubraum und 332 PS sowie einen Elektromotor unbekannter Stärke. 2013 wurde die Produktion für 2014 angekündigt.

## Beschreibung
2015 wurde ein wesentlich überarbeiteter Prototyp vorgestellt. Er basierte auf dem Mercedes-Benz X 166. Die Markteinführung wurde für Ende 2015 erwartet. Genannt wurden ein V6-Motor mit 3,0 Liter Hubraum und 245 kW (333 PS) sowie ein V8-Motor mit 4,0 Liter Hubraum und 310 kW (421 PS). Beide Motoren stammen von Mercedes-Benz und haben zwei Turbolader. Der Antrieb erfolgt auf alle vier Räder.
Im Juli 2018 wurde berichtet, dass bereits einige Fahrzeuge an Behörden ausgeliefert wurden. Ab September 2018 sollte auch der Privatmarkt beliefert werden. Der Radstand beträgt 3100 mm. Das Fahrzeug ist 5171 mm lang, 1995 mm breit und 1902 mm hoch.
Die Verkaufszahlen in China sind erst seit Januar 2019 bekannt und relativ niedrig. Im Januar 2019 wurden 4 Fahrzeuge neu zugelassen, im April 3, im Mai 26, im Juli 5, im August 1, im September 3, im Oktober und November jeweils 2 und im Dezember 212. In der Summe sind das 258 Fahrzeuge für das Jahr 2019. Im Januar 2020 folgten 2, im März 1 und im Mai 24 Neuzulassungen.

## Technische Daten
|                                            | 3.0 T                      | 4.0 T                      |
| ------------------------------------------ | -------------------------- | -------------------------- |
| Bauzeitraum                                | seit 2017                  | 2017–2022                  |
| Motorkenndaten                             |                            |                            |
| Motorbezeichnung                           | Mercedes-Benz M 276        | Mercedes-Benz M 278        |
| Motorart                                   | Ottomotor                  | Ottomotor                  |
| Motorbauart                                | V6                         | V8                         |
| Motoraufladung                             | Biturbo                    | Biturbo                    |
| Hubraum                                    | 2996 cm³                   | 3996 cm³                   |
| max. Leistung bei min−1                    | 245 kW (333 PS) / 5250     | 310 kW (421 PS) / 5500     |
| max. Drehmoment bei min−1                  | 480 Nm / 1600–4000         | 600 Nm / 1900–4000         |
| Kraftübertragung                           |                            |                            |
| Antrieb                                    | Allradantrieb              | Allradantrieb              |
| Getriebe                                   | 9-Stufen-Automatikgetriebe | 9-Stufen-Automatikgetriebe |
| Messwerte                                  |                            |                            |
| Höchstgeschwindigkeit                      | 245 km/h                   | 250 km/h                   |
| Beschleunigung, 0–100 km/h                 | 7,8 s                      | 6,5 s                      |
| Leergewicht                                | 2515 kg                    | 2590 kg                    |
| Kraftstoffverbrauch auf 100 km, kombiniert | k. A.                      | k. A.                      |